# D'une femme à l'autre
Pour le film de Frank Tuttle, voir D'une femme à l'autre (film, 1927).
Pour plus de détails, voir Fiche technique et Distribution.
D'une femme à l'autre (A Business Affair) est une comédie romantique britannique réalisée par Charlotte Brandström en 1994. Le film est produit par le Royaume-Uni en collaboration avec la France, l'Allemagne et l'Espagne.

## Synopsis
Au fil de sa vie, la ravissante Kate Swallow (Carole Bouquet) rencontre plusieurs grandes histoires d'amours. L'une d'elles se déroule avec Alec Bolton (Jonathan Pryce), un célèbre auteur. Leurs relations se dégradent quand l'homme déconseille à Kate d'écrire un roman. La jeune femme quitte alors Alec et tombe sous le charme de son éditeur, Vanni Corso (Christopher Walken). Kate commence l'écriture de son livre tandis que Vanni refuse lui aussi de le publier. Mais les deux hommes sont contraints de changer leurs attitudes s'ils veulent conquérir l'affection de cette femme sensible.

## Fiche technique
- Titre original : A Business Affair
- Titre francophone : D'une femme à l'autre
- Réalisation : Charlotte Brandström
- Scénario : Charlotte Brandström, William Stadiem, d'après les romans Tears Before Bedtime et Weep No More de Barbara Skelton
- Production : Davina Belling, Xavier Larère, Clive Parsons, Willi Bär (producteur délégué), Martha Wansborough (productrice déléguée), Olivia Stewart (productrice exécutive) et Diana Costes Brook (productrice associée)
- Société de distribution : Canal+, Capella International et Castel Films
- Compositeur : Didier Vasseur
- Photographie : Willy Kurant
- Montage : Laurence Méry-Clark
- Décors : Karen Wakefield
- Direction artistique : Kave Quinn
- Costumes : Tom Rand
- Durée : 102 minutes
- Pays d'origine :  Royaume-Uni
- Langue originale : anglais
- Formats : Couleur
- Genre : Comédie romantique
- Dates de sortie :
  - France : 16 mars 1994
  - Allemagne : 5 mai 1994
  - Royaume-Uni : 27 mai 1994
  - États-Unis : 8 décembre 1995

## Distribution
- Christopher Walken : Vanni Corso
- Carole Bouquet : Kate Swallow
- Jonathan Pryce : Alec Bolton
- Sheila Hancock : Judith
- Anna Manahan : Bianca
- Fernando Guillén Cuervo : Ángel
- Tom Wilkinson : Bob
- Marisa Benlloch : Carmen
- Paul Bentall : L'homme saoul
- Bhasker Patel : Jaboul
- Roger Brierley : L'avocat
- Allan Corduner : Un invité au dîner
- Marian McLoughlin : Une invitée au dîner
- Miguel De Ángel : Le chauffeur espagnol de taxi
- Christopher Driscoll : Le policier
- Beth Goddard : Une étudiante
- Fergus O'Donnell : Un étudiant
- Richard Hampton : Le docteur
- Togo Igawa : Le golfeur japonais
- Susan Kyd : La femme servile
- Annabel Leventon : Une invitée littéraire
- Patti Love : La prostituée
- Simon McBurney : Le vendeur
- Usha Patel : Une femme indienne
- Natalie Sherman : Une femme indienne
- Geraldine Somerville : La vendeuse
- William Stadiem : William King
- Robert Swann : Le maître d'hôtel
- Peter van Dissel : Un invité sur le bateau
- Jerome Willis : Le modérateur
- Alfonso Galán : Le torero
- Tim Usher : Un invité dans l'hôtel (non crédité)